# Yennenga
Yennenga va ser una princesa llegendària, considerada la mare del poble mossi de Burkina Faso. Era una guerrera famosa i preciosa pel seu pare, però la princesa aspirava a un altre destí i va decidir abandonar el regne. Fugint amb el seu cavall coneix un jove caçador, Rialé, amb qui va tenir un fill anomenat Ouedraogo. Ouedraogo és un cognom famós a Burkina Faso i significa "cavall masculí" en honor al cavall que porta la princesa a Rialé. Yennenga o el seu fill Ouedraogo són considerats els fundadors dels Regnes Mossi. Hi ha diferents versions sobre la fugida de la princesa.

## Biografia
Yennenga era una princesa de Burkina Faso, que va viure fa més de 900 anys, filla del rei Nedega i de la reina Napoko. Nedega va ser un rei de principis del segle XII del regne de Dagomba al que ara és el nord de Ghana. El seu pare la va criar per ser una caçadora i lluitadora hàbil. Era bella (el seu nom, Yennenga, significa "l'esvelta" fent referència a la seva bellesa) i es va convertir en una icona cultural, una dona amb un caràcter fort i una ment independent i una princesa estimada que des dels 14 anys, va lluitar en la batalla pel seu pare contra els veïns mandenkàs. Armada amb javelines, llança i arc, era una excel·lent genet i comandava el seu propi batalló. Yennenga era una lluitadora tan important que quan va arribar a l'edat de casar-se, el seu pare es va negar a triar un marit per a ella o a permetre-li casar-se. Per expressar la seva infelicitat al seu pare, Yennenga va plantar un camp de blat. Quan la collita va créixer, la va deixar podrir. Ella li va explicar al seu pare així com se sentia, no poder casar-se. Nedega no es va emocionar amb aquest gest i va tancar la seva filla.
Un dels genets del rei va ajudar Yennenga, disfressada d'home, a escapar amb el seu semental. Atacada per malinkés, el seu company va ser assassinat i Yennenga es va quedar sola. Va continuar caminant cap al nord. Una nit, quan estava esgotada per creuar un riu, el semental de Yennenga la va portar a un bosc. Va conèixer i es va fer amiga d'un caçador solitari d'elefants anomenat Riale. Quan va veure a través de la disfressa de Yennenga, es van enamorar. Yennenga i Riale van tenir un fill al qual van anomenar Ouedraogo, que significa "semental" i ara és un cognom comú a Burkina Faso. Ouedrago va visitar el seu avi, el rei Nadega, que ha estat buscant la princesa Yennenga al llarg dels anys. En descobrir que la seva filla encara era viva, el rei Nadega va organitzar un banquet i va enviar delegats per recuperar la seva estimada filla a casa. La princesa Yennenga juntament amb Raile van tornar al regne de Dagomba amb els braços oberts del seu pare; que va assegurar que el seu net Ouedraogo rebés el millor dels entrenaments. També va ser dotada amb cavalleria, bestiar i altres béns que es van utilitzar per establir el regne Mossi. Ouedraogo va fundar el regne mossi.

## Llegat
Yennenga és considerada pels mossis com la mare del seu imperi i es poden trobar moltes estàtues d'ella a la capital de Burkina Faso, Ouagadougou. Una estàtua d'un semental daurat, anomenada Étalon de Yennenga, s'atorga com a primer premi al Festival Panafricà de Cinema i Televisió de Ouagadougou (FESPACO) biennal. L'equip nacional de futbol rep el sobrenom de "Les Étalons" ("els sementals") en referència al semental de Yennenga. Des del 2017 està em curs un projecte d'una nova ciutat a prop de Ouagadougou i s'anomenarà Yennenga.

## Literatura i cinema
- La fille de la Volta[9]
- LOOFO[10]